# Pāpireddippatti
Pāpireddippatti är en ort i Indien.   Den ligger i distriktet Dharmapuri och delstaten Tamil Nadu, i den södra delen av landet, 1 900 km söder om huvudstaden New Delhi. Pāpireddippatti ligger 433 meter över havet och antalet invånare är 8 852.
Terrängen runt Pāpireddippatti är kuperad åt sydväst, men åt nordost är den platt. Runt Pāpireddippatti är det tätbefolkat, med 369 invånare per kvadratkilometer. Närmaste större samhälle är Pallippatti, 4,3 km nordost om Pāpireddippatti. I omgivningarna runt Pāpireddippatti växer huvudsakligen savannskog.